# Służba Komunikacji Wojskowej
Służba Komunikacji Wojskowej – służba administracji wojskowej zajmująca się całokształtem zagadnień komunikacyjnych w Wojsku Polskim w okresie PRL. 
Współdziałała z ministerstwem ds. komunikacji w zakresie przygotowania i utrzymania sieci komunikacyjnej Polski dla potrzeb obronnych. Ustalała zasady korzystania przez Siły Zbrojne PRL z  transportu samochodowego, kolejowego, wodnego (śródlądowego, morskiego, przybrzeżnego) i powietrznego. Planowała i realizowała przewozy wojsk o charakterze operacyjnym, prowadziła logistykę wojskową materiałowo-techniczną oraz ewakuację.
Centralną komórką organizacyjną tej instytucji było Szefostwo Komunikacji Wojskowej Głównego Kwatermistrzostwa Wojska Polskiego. Służba miała także komórki organizacyjne w okręgach wojskowych, liniowe do operatywnego kierowania przewozami wojsk oraz jednostki wojskowe wojsk kolejowych (pułki mostów kolejowych, pułki kolejowe), wojsk drogowych i mostowych (brygady drogowe, pułki mostowe)  przystosowane do odtwarzania żywotności sieci komunikacyjnej. 
Jednostki komunikacji wojskowej w ramach szkolenia praktycznego wykonywały prace na rzecz gospodarki narodowej, m.in. wybudowały odcinek drogi szybkiego ruchu z Warszawy do Częstochowy, remontowały odcinki torów kolejowych.